# Rorthais
Rorthais est une ancienne commune française située dans le département des Deux-Sèvres et la région Nouvelle-Aquitaine.
Elle se situe plus précisément dans la région historique du Mauléon.

## Géographie
Rorthais est située au Nord-Ouest des Deux-Sèvres, à proximité des départements du Maine-et-Loire et de la Vendée.
Le village de Rorthais est situé deux kilomètres à l'Est de Mauléon, sur la route nationale 249, liaison entre Nantes et Poitiers et passant par Cholet.

## Toponymie
Anciennes mentions : Rohosterium decima Rohosteri (vers 1090), Rothai (1107), Sanctus Hilarius de Roestais (1123), Roeteys (1276), Roysteis (1300), Roueteys (1317), Roheteys (1351), Rohetoys (1407), Rouhertays (1420), Rouetays (1434), Rouhetoys (1437), St-Hilaire de Rothays (1486), Routays (1512), Rortays (1516), Roetaix (1530), Rehortois et Rouhortois (1615), Rouortais (1680), Rorthais (1750).

## Histoire
Ce village dépendait du doyenné de Bressuire, de la sénéchaussée de Poitiers, ainsi que de la baronnie et de l'élection de Châtillon-sur-Sèvre.
Depuis le 1er janvier 1973, Rorthais a été rattaché à Mauléon avec le statut de commune associée.

## Administration

### Maires
| Période                                  | Période          | Identité              | Étiquette | Qualité |
| ---------------------------------------- | ---------------- | --------------------- | --------- | ------- |
| 1801                                     | 1801             | Matray                |           |         |
| 1801                                     | 1816             | Pierre Elis RAHE      |           |         |
| 1816                                     | 1820             | Grolleau              |           |         |
| 1820                                     | 1827             | Jean-François Fortin  |           |         |
| 1827                                     | 1846             | Jean-Hilaire Bousseau |           |         |
| 1846                                     | 1848             | Jacques Basile        |           |         |
| 1848                                     | 1852             | Pierre Noée           |           |         |
| 1852                                     | 1855             | Pierre Lebeau         |           |         |
| 1855                                     | 1870             | Alexis Brémaud        |           |         |
| 1870                                     | 1904             | Théodore Albert       |           |         |
| 1904                                     | 1907             | René Marquis          |           |         |
| 1907                                     | 1918             | Victor Barbot         |           |         |
| 1918                                     | 1935             | Constant Fonteneau    |           |         |
| 1935                                     | 1959             | Désiré Lebeau         |           |         |
| 1959                                     | 1971             | Célestin Martin       |           |         |
| 1971                                     | 31 décembre 1972 | René Bois             |           |         |
| Les données manquantes sont à compléter. |                  |                       |           |         |

### Maires délégués
Au 1er janvier 1973, la commune de Rorthais devient commune associée à Mauléon. De ce fait, elle a désormais un maire délégué qui siège au conseil municipal de Mauléon.
| Période                                  | Période | Identité       | Étiquette | Qualité |
| ---------------------------------------- | ------- | -------------- | --------- | ------- |
| 1er janvier 1973                         | 1977    | René Bois      |           |         |
| 1977                                     | 1989    | Joseph Loiseau |           |         |
| 1989                                     | 2005    | Paul Hérault   |           |         |
| 2005                                     | 2020    | Joël Loiseau   |           |         |
| Les données manquantes sont à compléter. |         |                |           |         |

## Démographie
| 1793 | 1800 | 1806 | 1821 | 1831 | 1836 | 1841 | 1846 |
| ---- | ---- | ---- | ---- | ---- | ---- | ---- | ---- |
| 265  | 173  | 228  | 328  | 364  | 359  | 345  | 421  |

| 1851 | 1856 | 1861 | 1866 | 1872 | 1876 | 1881 | 1886 |
| ---- | ---- | ---- | ---- | ---- | ---- | ---- | ---- |
| 426  | 423  | 393  | 432  | 458  | 465  | 434  | 489  |

| 1891 | 1896 | 1901 | 1906 | 1911 | 1921 | 1926 | 1931 |
| ---- | ---- | ---- | ---- | ---- | ---- | ---- | ---- |
| 499  | 460  | 479  | 492  | 501  | 437  | 457  | 435  |

| 1936 | 1946 | 1954 | 1962 | 1968 | - | - | - |
| ---- | ---- | ---- | ---- | ---- | - | - | - |
| 430  | 464  | 458  | 481  | 463  | - | - | - |

La localité compte 756 habitants en 2014.

## Économie
Rorthais se développe notamment dans les domaines de l'industrialisation et de l'aéronautique. Sa zone industrielle, située à proximité du bourg attire des entreprises très performantes telles que Heuliez Bus, Go Plast ou encore Unibat. En outre, elle possède un aérodrome où l'on peut faire atterrir des avions tels que des avions de chasse. Cet aéroport sert aussi de lieu d'apprentissage pour de prestigieuses écoles du département tel que le lycée Saint-Joseph.
À Rorthais se trouve l'unité de production d'Heuliez Bus où sont produits les autobus GX 137, GX 337 et GX 437. D'autres importantes entreprises sont installées à Rorthais : Soparvol, ATMS, Devil, Stock Inter.

## Personnalités liées à la commune
- La famille de Rorthays (autrefois Rorthais) dont on trouve des porteurs du nom non reliés dès 1250[5] et dont la filiation noble suivie remonte à 1497[6]tire son nom de la terre de Rorthais.